# Antonio Garisa
Antonio Garisa Colás (Zaragoza, 13 de junio de 1916-Madrid, 8 de agosto de 1989) fue un actor español.

## Biografía
Antonio Garisa Colás nació en el barrio de Tenerías de Zaragoza. Su padre era ferroviario.
Tras finalizar sus estudios de bachillerato en los Escolapios de Zaragoza, estudia Declamación y Música en el Conservatorio de su ciudad natal, mientras que comienza a actuar en teatro aficionado.
Debuta profesionalmente con Alfonso Muñoz y Ricardo Calvo en Mariquilla Terremoto (1934). Al término de la guerra civil española, con la obra  La tela, de Pedro Muñoz Seca, se incorpora sucesivamente a las compañías de Ricardo Espinosa Osete, Casimiro Ortas, Paco Martínez Soria, José Isbert, Amparo Martí y Francisco Pierrá. 
De una demostrada eficacia en el registro cómico, consigue éxitos sobre las tablas teatrales como Nidos sin pájaros, Las entretenidas, Este cura, El violinista en el tejado, Cuidado con el de los cuernos,  ¡Chao, don Antonio Barracano!, No le busques tres piernas al alcalde, La corbata, La oficina, Los habitantes de la casa deshabitada, La señorita de Trevélez, Los ladrones somos gente honrada, Los cuernos de don Friolera o Los caciques. Durante años se dedicó igualmente al género de la revista.
En cine debuta en 1951 con Esa pareja feliz, de Juan Antonio Bardem y Luis García Berlanga. A partir de ese momento mantiene una presencia constante en la gran pantalla y participa en títulos de enorme éxito de público, como El tigre de Chamberí (1957), La venganza de Don Mendo (1961), Historias de la televisión (1965), Buenos días, condesita (1966), Operación San Antonio (1968), Vamos por la parejita (1969), El hombre que se quiso matar (1970), ...Y al tercer año, resucitó (1980) o Las autonosuyas (1983).
Se prodigó también en televisión y protagonizó las series 30 grados a la sombra (1964), junto a Milagros Leal; Tú, tranquilo (1965), El último café (1970-1971) y Si yo fuera rico (1973-1974), con guiones de Alfonso Paso.
Estuvo casado con la actriz de la revista musical, María Luisa Amado con la que tuvo una hija, María José Garisa Amado. En septiembre de 2019 se publicó una biografía de Garisa autorizada por su hija y escrita por el periodista Carlos Arévalo, con prólogo de Santiago Segura, bajo el título de «Antonio Garisa, un cómico incansable» de CVC Ediciones y con la colaboración de la Fundación AISGE.

## Filmografía
- En penumbra (1987)
- Las alegres chicas de Colsada (1984)
- Las autonosuyas (1983)
- J.R. contraataca (1983)
- Los pajaritos (1983)
- De camisa vieja a chaqueta nueva (1982)
- Le llamaban J.R. (1982)
- ¡Que vienen los socialistas! (1982)
- Cristóbal Colón, de oficio... descubridor (1982)
- La vendedora de ropa interior (1982)
- Los embarazados (1982)
- ¿Dónde estará mi niño? (1981)
- Hijos de papá (1981)
- ...Y al tercer año, resucitó (1980)
- El consenso (1980)
- ¿Pero no vas a cambiar nunca, Margarita? (1978)
- Estimado Sr Juez... (1978)
- Préstamela esta noche (1978)
- La mujer es un buen negocio (1977)
- Señoritas de uniforme (1976)
- El secreto inconfesable de un chico bien (1976)
- El chiste, (1976)
- Canciones de nuestra vida (1975)
- El mejor regalo (1975)
- Eva, ¿qué hace ese hombre en tu cama? (1975)
- Cuando los niños vienen de Marsella (1974)
- El padrino y sus ahijadas (1974)
- Casa Flora (1973)
- Me debes un muerto (1971)
- Los extremeños se tocan (1970)
- El hombre que se quiso matar (1970)
- Vamos por la parejita (1969)
- Las leandras (1969)
- Turistas y bribones (1969)
- El marino de los puños de oro (1968)
- Verde doncella (1968)
- Este cura (1968)
- Buenos días, condesita (1967)
- Fray Torero (1966)
- El arte de casarse (1966)
- Las viudas (1966)
- La cesta (1965)
- 30 winchester para el diablo (1965)
- Historias de la televisión (1965)
- El pecador y la bruja (1964)
- Cuatro bodas y pico (1963)
- La batalla del domingo (1963)
- Esa pícara pelirroja (1963)
- Dulcinea (1963)
- Los derechos de la mujer (1963)
- Torrejón City (1962)
- Una isla con tomate (1962)
- La reina del Chantecler (1962)
- El grano de mostaza (1962)
- La venganza de Don Mendo (1962)
- Vampiresas 1930 (1962)
- Armas contra la ley (1961)
- Canción de cuna (1961)
- La bella Mimí (1961)
- El indulto (1961)
- Las estrellas (1961)
- La reina del Tabarín (1960)
- Crimen para recién casados (1960)
- El secreto de papá (1959)
- El gafe (1959)
- Azafatas con permiso (1959)
- Secretaria para todo (1958)
- El Tigre de Chamberí (1958)
- La cenicienta y Ernesto (1957)
- Los ladrones somos gente honrada (1956)
- Un día perdido (1955)
- El diablo toca la flauta (1953)
- Esa pareja feliz (1953)

## Televisión
- Primera función
  - El landó de seis caballos (15 de marzo de 1989)
- Gatos en el tejado
  - Palos y astillas (14 de octubre de 1988)
- Teatro breve
  - La nicotina (9 de mayo de 1980)
- Que usted lo mate bien
  - Anuncio por palabras (13 de marzo de 1979)
- Mala racha (Película de televisión), (1977)
- Cuentos y leyendas
  - Un hombre honrado (28 de febrero de 1975)
- Si yo fuera rico
  - Si yo fuera ejecutivo (7 de noviembre de 1973)
  - Si yo fuera médico (14 de noviembre de 1973)
  - Si yo fuera guionista de cine (21 de noviembre de 1973)
  - Si yo fuera campeón (5 de diciembre de 1973)
  - Si yo fuera propietario (26 de diciembre de 1973)
  - Si yo fuera guapo (2 de enero de 1974)
  - Si yo fuera mujer de mi casa (9 de enero de 1974)
  - Si yo fuera torero (16 de enero de 1974)
  - Si yo fuera actor (23 de enero de 1974)
  - Si yo fuera relaciones públicas (30 de enero de 1974)
  - Si yo fuera de otra época (6 de febrero de 1974)
  - Si yo fuera inteligente (13 de febrero de 1974)
  - Si yo fuera cantante (20 de febrero de 1974)
- 360 grados en torno a Carmen Sevilla (Película de televisión), (1972)
- El último café
  - Don Juan, don Juan (31 de octubre de 1970)
  - Los nervios (14 de noviembre de 1970)
  - Total..., ¿para qué? (5 de diciembre de 1970)
  - No molestar a las señoras (1 de julio de 1972)
- Escuela de matrimonios
  - Matrimonio invitado (28 de abril de 1967)
- Estudio 1
  - La cigüeña dijo sí (7 de diciembre de 1966)
  - Eloísa está debajo de un almendro (26 de enero de 1973)
  - La cigüeña dijo sí (23 de diciembre de 1979)
  - La mamma (7 de marzo de 1983)
- Tú tranquilo
  - El solterón (5 de junio de 1965)
  - Agencia matrimonial (12 de junio de 1965)
  - Carta de recomendación (3 de julio de 1965)
  - En un vagón de tercera (17 de julio de 1965)
  - La secretaria (24 de julio de 1965)
  - Leonor Boutique (31 de julio de 1965)
  - Una mujer intelectual (14 de agosto de 1965)
  - Un pobre señor (21 de agosto de 1965)
  - Yo quiero ser actriz (28 de agosto de 1965)
  - Blas no se chupa el dedo (agosto de 1965)
  - La novia heredada (10 de septiembre de 1965)
  - Episodio del día 17 de septiembre de 1965)
  - Un caso de incomprensión (25 de septiembre de 1965)
- 30 grados a la sombra
  - Papá se queda solo (11 de julio de 1964)
  - Habitaciones reservadas (18 de julio de 1964)
  - Papá hace una conquista (25 de julio de 1964)
  - Tenorio fingido (1 de agosto de 1964)
  - Papá gasta una broma (8 de agosto de 1964)
  - Tacto y diplomacia (15 de agosto de 1964)
  - Los padres se divierten solos (22 de agosto de 1964)
  - La caridad bien entendida (29 de agosto de 1964)
  - Algo flota en el corazón de Anita (5 de septiembre de 1964)
  - Un novio todo de una pieza (12 de septiembre de 1964)
  - También la gente madura tiene su corazoncito (19 de septiembre de 1964)
  - De vuelta a casa (26 de septiembre de 1964)
- Escuela de maridos
  - Vengan ustedes a casa (18 de abril de 1964)
  - Lógica femenina (2 de mayo de 1964)